# Glaciar Universidad
El glaciar Universidad es un glaciar de montaña en Chile, ubicado en la cordillera de los Andes de la región de O'Higgins, a 55 km al este de San Fernando. Su morrena da origen a un corto río afluente del río Tinguiririca. Se encuentra en la sierra del Brujo, rodeado de cumbres como el cerro El Palomo, el cerro Portillo y el Alto de los Arrieros.
Está conectado con varios otros glaciares, conformando en conjunto la más extensa zona de hielos en Chile Central, la más grande del país luego de los campos de hielo en la Patagonia.  El glaciar debe su nombre a la gratitud del glaciólogo francés Louis Lliboutry hacia la Universidad de Chile, donde se desempeñó como profesor e investigador.

## Descripción
El glaciar Universidad es un valle glaciar que forma parte de un complejo glaciar más extenso, que incluye el glaciar Cipreses que fluye hacia el norte (originando el río Cipreses, en la cuenca del Cachapoal), el glaciar Palomo que fluye hacia el noreste, el glaciar Cortaderal que fluye hacia el este y otros pequeños glaciares que fluyen hacia el oeste. Otra característica de la cuenca es la presencia de pequeños lagos asociados principalmente con glaciares terminales (lagos proglaciares) y glaciares cubiertos de detritos (lagos supraglaciales).
El área del glaciar Universidad es de 29,2 km² con una longitud de 10,6 km y un rango altitudinal que va desde los 2463 a los 4543 m s. n. m. En 2018, se calculó que tenía un espesor máximo de 342 m.El glaciar tiene una zona de acumulación dividida en dos cuencas, que convergen a una altitud de 2900 m. Por debajo de esta elevación, el glaciar tiene una lengua bien definida.
De acuerdo a un estudio publicado en 2017, el glaciar Universidad presenta tasas de derretimiento extremadamente altas durante la temporada de ablación que pueden superar los 10 m de equivalente de agua en el área de ablación inferior, representando entre el 10 y el 13% del caudal medio mensual aportado a la cuenca del río Tinguiririca entre diciembre de 2009 y marzo de 2010. Esta contribución alcanzó un máximo mensual de casi el 20% en marzo de 2010, lo que demuestra la importancia de la escorrentía glaciar para el caudal fluvial, especialmente en años secos.
Entre 1955 y 2000, se ha reportado cambios en la elevación de la masa de hielo del glaciar de ±0,47 metro por año, y se ha documentado el retroceso de su lengua glaciar entre 1945 y 2018.

## Monitoreo
En el marco de la Estrategia Nacional de Glaciares, la Dirección General de Aguas ha encargado el monitoreo en detalle del glaciar Universidad hasta 2025 a la Universidad de O'Higgins, con el objeto de contar con una comprensión detallada de las modificaciones experimentadas por el glaciar y su aporte de agua a la cuenca del río Tinguiririca, el impacto del cambio climático en la alta montaña y la gestión de los recursos hídricos.